# Ohilimia albomaculata
Ohilimia albomaculata är en spindelart som först beskrevs av Tord Tamerlan Teodor Thorell 1881.  Ohilimia albomaculata ingår i släktet Ohilimia och familjen hoppspindlar. Inga underarter finns listade i Catalogue of Life.